# Frälsarens förklarings katedral, Chabarovsk
Frälsarens förklarings katedral (ryska: Спасо-Преображенский собор; translitteration: Spaso-Preobrashenskij sobor; kyrkslaviska: Спа́со-Преображенскаѧ це́рковь) är en rysk-ortodox katedral belägen vid Turgeneva-gatan 24, i staden Chabarovsk, i Chabarovsk kraj i sydöstra Sibirien, i Ryssland.
Kyrkan är helgad åt Kristi förklaring och tillhör det rysk-ortodoxa stiftet Chabarovsk stift. Den är även en av världens högsta östortodoxa kyrkor.

## Historik
Projektet för Frälsarens förklarings katedral i Chabarovsk utvecklades av arkitekterna Nikolaj Prokudin, Evgeny Semyonov och Jurij Zhivetyev.
Katedralen började att byggas år 2001 och stod klar 2004.

## Katedralen
- Katedralen är 83 meter hög. Inklusive korset på den största och centrala kupolen är den 95 meter hög.[2][3][5]

- Inuti katedralen finns det plats för ungefär 3000 personer.[2][5]
- Freskerna och Jesus Kristus pantokrator, som är avbildad på kupolen, gjordes av en grupp konstnärer från Moskva.[2][5]

## Bilder

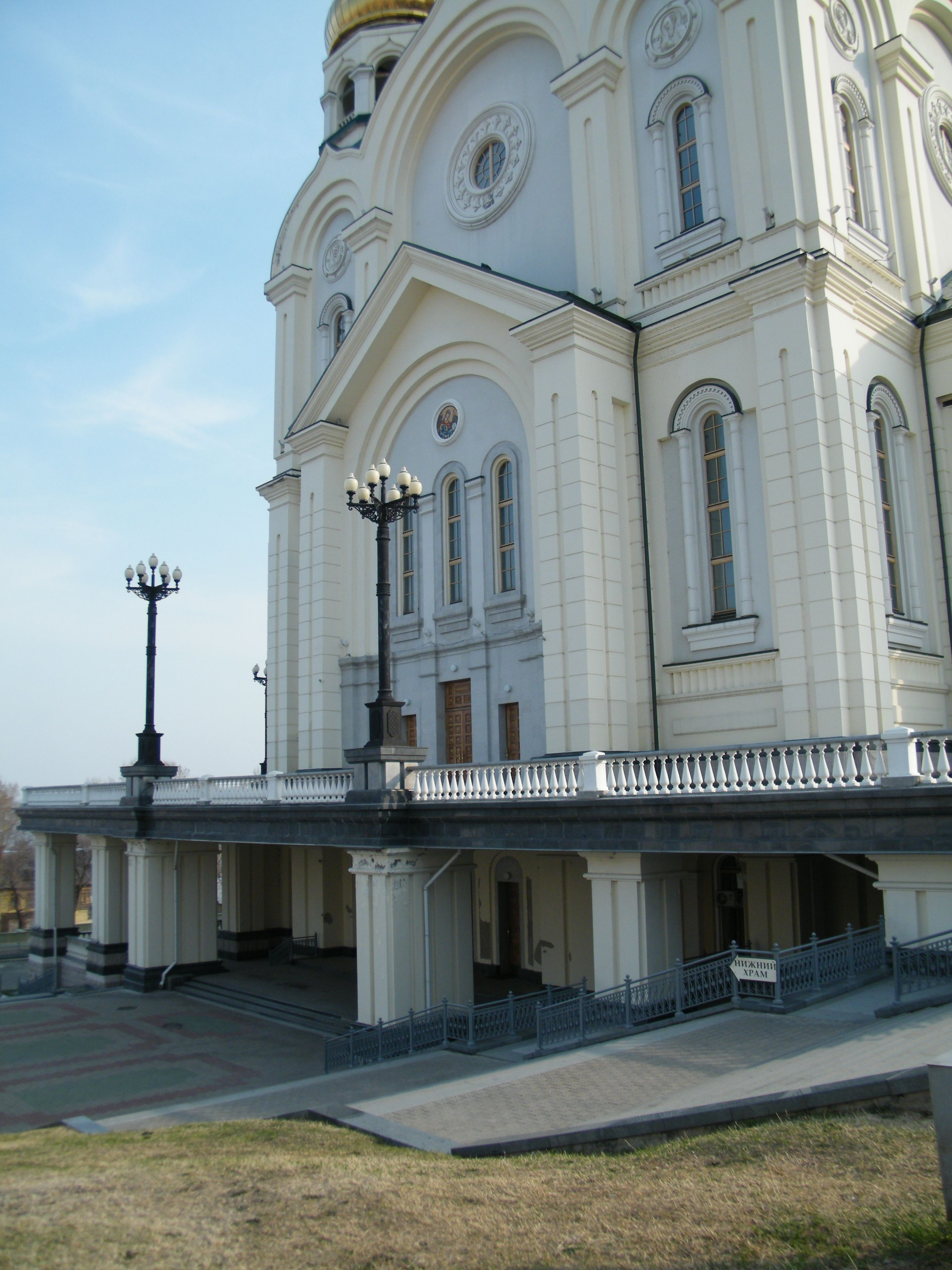
Entrén till kryptan.
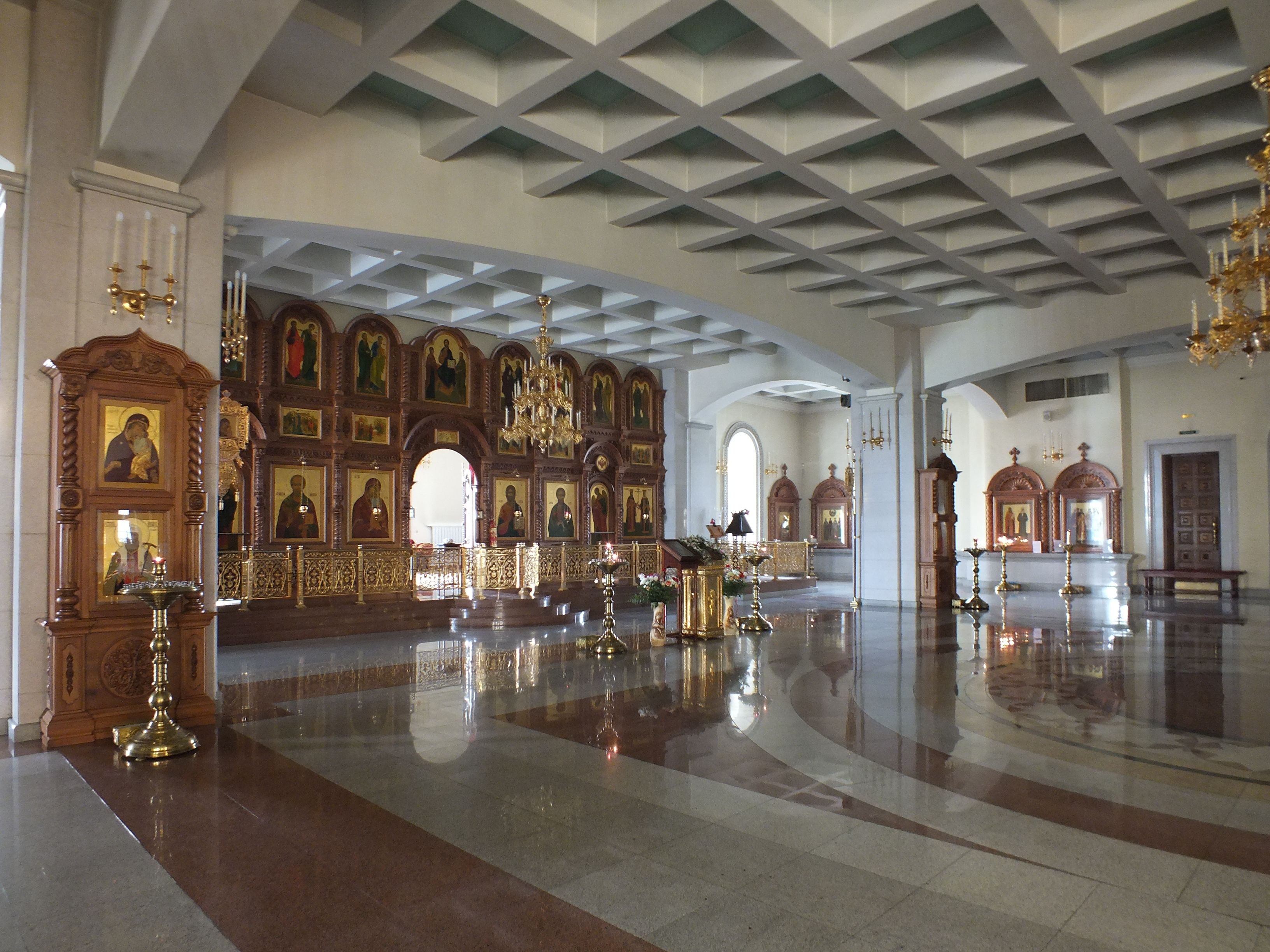
Katedralens interiör mot ikonostasen (kryptan).
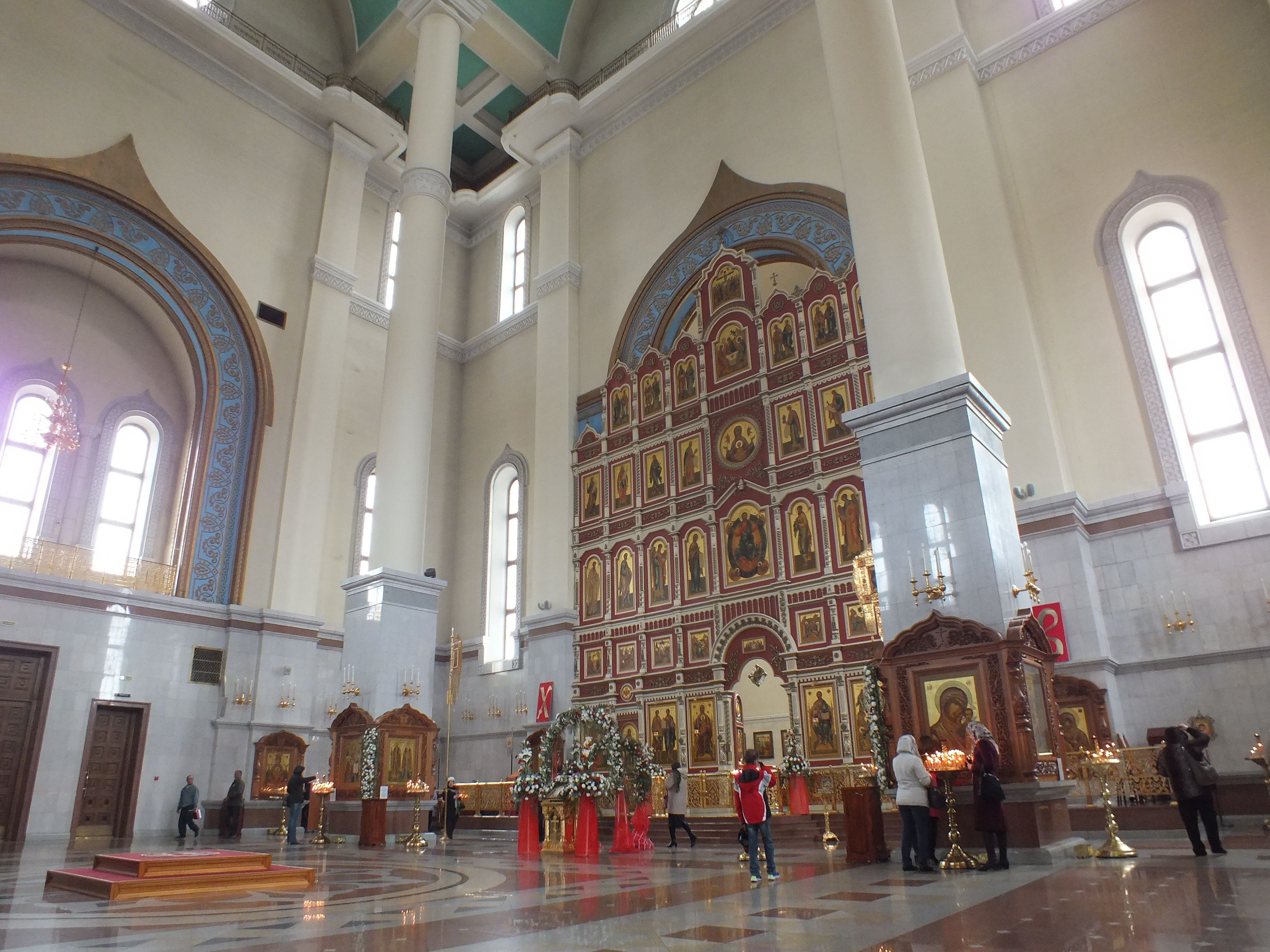
Katedralens interiör mot ikonostasen (övervåningen).